# 巴尔德萨马里奥
巴尔德萨马里奥，是西班牙卡斯蒂利亚-莱昂莱昂省的一个市镇。 总面积62平方公里，总人口255人（001年），人口密度4人/平方公里。